# SM-liiga
SM-liiga é a maior das ligas Profissionais  de hockey na Finlândia. Em março de 2008 foi classificada pela IIHF como a segunda maior liga de hockey da Europa. Foi criada em 1975 em substituição à SM-sarja, que era basicamente uma liga amadora. A Sm-liiga não é diretamente controlada pela Associação Finlandesa de Hockey, mas a liga e a associação tem um acordo de cooperação entre si. SM-liiga é uma abreviação de Suomen Mestaruus, que significa "Liga do Campeonato Finlandês".